# Ohshimella
Genre
Ohshimella est un genre d'holothuries (concombres de mer) de la famille des Sclerodactylidae.

## Liste des espèces
Selon ITIS (9 octobre 2020) :
- Ohshimella castanea Cherbonnier, 1980 -- Nouvelle-Calédonie
- Ohshimella ehrenbergii (Selenka, 1868) -- Océan Indien
- Ohshimella mauritiensis Heding & Panning, 1954 -- Mascareignes
- Ohshimella nhatrangensis Levin & Dao Tan Ho, 1989 -- Vietnam
- Ohshimella ocula (Cherbonnier, 1970) -- Afrique du Sud-est